# 青木栄一 (地理学者)
青木 栄一（あおき えいいち、1932年12月10日 - 2020年5月4日）は、日本の地理学者。理学博士。歴史地理学会会長（2002年 - 2005年）。専門は文化地理学、交通地理学、地図情報論、交通情報論、産業考古学。研究テーマは地域社会を通じての鉄道の歴史地理学、シーパワーの政治地理学、及び海事史。東京学芸大学名誉教授。
鉄道ファンとして知られる。またそれを個人的趣味にとどめることなく、主にアマチュアである鉄道ファンによって支えられてきた鉄道分野の研究を、文化地理学の一環として認知・昇華させるべく活動している。

## 来歴
東京市品川区生まれ。父がサラリーマンだった関係で、小学校時代に東京市から中津川、苫小牧と二度転校。以後高校の途中に東京に戻るまで、苫小牧で育つ。1952年、最初の調査論文「東武急行編成近況」を『鉄道ピクトリアル』12号に発表。
1953年、千葉大学工学部機械工学科に入学、のちに文理学部地学科に転じる。1954年に北海道の私鉄を旅行、翌春には九州を旅するなど、この頃より地方私鉄に関心を抱くようになる（北海道旅行については後述著書『昭和29年夏 北海道私鉄めぐり』で、写真を中心に描かれている）
1957年千葉大卒、東京教育大学理学研究科修士課程に進学し、1959年に修了。東京家政学院中学校・高等学校教諭を経て、1960年より東京教育大学理学研究科博士課程に進学、1965年に修了、「日本の私鉄における貨物輸送の地理学的研究」で理学博士。
1966年より都留文科大学助教授、1974年より防衛医科大学校助教授。1975年より東京学芸大学助教授に就任、1978年より教授、1996年に定年退官、東京学芸大学名誉教授となった。駿河台大学文化情報学部教授を務め、2004年に退職した。
2020年5月4日、死去。87歳没。死没日をもって正四位叙位、瑞宝中綬章追贈。

## 研究
地域社会と交通の関係を研究する交通地理学者の1人である。また、歴史地理学的な実証分析の傾向が強い特徴をもつ。
鉄道史学会の設立にも大きく関わっている。

## 人物
- ロンドン大学での在外研究経験があり、英語に堪能である。非常勤講師として国際連合大学での講義で使用した日本鉄道史に関するテキストが、後に "A History of Japanese Railways" として公刊された（後述）。
- 鉄道友の会評議員。日本ナショナルトラスト評議員。
- 長男の青木亮[8]は交通経済学を学び、富山大学経済学部助教授を経て、現在は東京経済大学経営学部教授。鉄道史学会などには父子で参加している。
- 教え子は数多く、日本のバス研究では第一人者と評される事が多い交通研究家の鈴木文彦、スイッチバックと東武バスの研究者である大島登志彦、各地中小私鉄の資料保存活動で活躍した鉄道博物館学芸員の岸由一郎、東京大学から東京学芸大学内の交通地理ゼミに参加していた高嶋修一らがいる。岸が2008年に岩手・宮城内陸地震で遭難し死去した際には、テレビのインタビューで「今後の日本の博物館を支える人材だった」と語り、その急逝を惜しんだ。

## 単著
- 『シーパワーの世界史』1-2 出版協同社 1982-83
- 『昭和29年夏 北海道私鉄めぐり』（ネコ・パブリッシングRM Library、2004年）

自らの旅行記を振り返った記録。まだ北海道の殖民軌道（簡易軌道）が多く残っていた時期で、青木の写真が唯一の画像資料という路線がいくつか存在する点でも貴重な資料とされている。
- 『鉄道忌避伝説の謎 汽車が来た町、来なかった町』（吉川弘文館　歴史文化ライブラリー、2006年） オンデマンド版　2022年　ISBN　9784642756228
- 『交通地理学の方法と展開』（古今書院、2008年）
- 『鉄道の地理学　鉄道の成り立ちがわかる事典』（WAVE出版、2008年）
- 『日本硫黄沼尻鉄道部』ネコ・パブリッシング 2009

### 共編著
- 『連合艦隊―写真集』古川明撮影 石渡幸二共編 出版協同社 1960
- 『交通地理学』有末武夫,柾幸雄共編 大明堂 1968
- 『日本の鉄道 100年の歩みから』原田勝正共著 三省堂 1973
- 『A History of Japanese Railways, 1872－1999』（共著、東日本鉄道文化財団、交通新聞社、2000年）

国際連合大学での講義を元にした英文の日本鉄道史。
- 『軽便鉄道』三宅俊彦共著（大正出版、2004年）
- 『森林鉄道からトロッコまで』三宅俊彦共著（大正出版、2005年）
- 『日本の鉄道 成立と展開』野田正穂,原田勝正,老川慶喜共編著 日本経済評論社 2005
- 『日本の地方民鉄と地域社会』（古今書院、2006年
- 『世界の駅・日本の駅』小池滋,和久田康雄共編 悠書館 2010
- 『鉄道の世界史』小池滋,和久田康雄共編 悠書館 2010
- 『日本の鉄道をつくった人たち』小池滋,和久田康雄共編 悠書館 2010

### 翻訳
- ルチアーノ・グレッジオ『図説世界の蒸気機関車 その栄光の歴史』海野祐子共訳 講談社 1981
- ハワード レナルズ 『赤い原潜を捕捉せよ』二見書房（二見文庫―ザ・ミステリ・コレクション） 1987
- ジョン・ウェストウッド『世界の鉄道の歴史図鑑 蒸気機関車から超高速列車までの200年 ビジュアル版』菅建彦共監訳 柊風舎 2010

この他、『世界の艦船』『鉄道ジャーナル』『鉄道ピクトリアル』など各種雑誌にも、交通地理学や技術史の視点からの論文を多数寄稿した。

## その他
- その他には、日本のみならず世界のトイレ事情（主にトイレットペーパーなどの使用分野）を研究している。